# Анка Нинковић
Анка Нинковић (1855 – 1923) била је српска феминисткиња, педагог и преводилац, следбеница Светозара Марковића.

## Биографија
Рођена је 1855. године у Новом Саду, у породици Петра Нинковића, професора и управника Српске новосадске гимназије. Имала је сестру Милицу Нинковић, која се као и Анка борила за право жена и била заговориница социјалистичких идеја, брата Душана, а мајка јој је звала Јелисавета и била је из Елемира.
Школовала се, заједно са сестром Милицом, на Унивезитету у Цириху где су у периоду 1872‒1874. студирале педагошке науке. Сестре Нинковић су у Цириху постале заговорнице покрета социјалиста. У литератури се често наводи податак да су биле под утицајем Светозара Марковића, али је мање познат податак да је и утицај руских студенткиња, социјалисткиња у Цириху на њихов политички став био врло значајан.

## Активизам
По завршетку студија сестре Нинковић су отишле у Крагујевац где су покушале да отворе вишу девојачку школу али је захтев одбијен од стране Министарства просвете. Постоји преписка са Аркадијем Варађанином управником Српске више девојачке школе у Новом Саду која говори о томе.
Након неког времена, на место министра просвете дошао је научник Стојан Новаковић, који се сматрао либералнијим и толерантнијим од његовог претходника Николе Христића и већине политичара тог времена.
Након другог захтева, сестре Нинковић су отвориле Женску школу у Крагујевцу, међутим после кратког времена, нова Влада је обуставила рад школе.
У Крагујевцу су сестре Нинковић биле активне социјалисткиње, сараднице „Старог ослобођења” и „Уједињења”. Милица и Анка Нинковић су за
лист „Уједињење” превеле и приредиле фељтон под називом Робер Овен и његови покушаји друштвених реформи. Политички ангажман сестара Нинковић био је познат тако да су власти Кнежевине Србије намеравале да их протерају. Заједно са својом сестром Милицом, Анка је у пратњи полиције спроведена из Крагујевца у Београд, где им је полиција саопштила да обе морају да напусте државу, јер су сматране страним држављанкама. Оне су то спречиле тако што су се удале за истомишљенике, Милица за Перу Тодоровића, једног од оснивача Народне радикалне странке, а Анка за Срету Анђелковића, присталицом Светозара Марковића, а касније и једног од оснивача Народне радикалне странке.
Анка Нинковић удата Анђелковић је после многих животних губитака отишла у Швајцарску где се прикључила теозофском покрету Роберта Штајнера. По повратку у Србију Анка је радила као управница и васпитачица Дома ученица у Београду. Живела је повучено. Ипак у јавности се огласила поводом објављивања књиге Јована Скерлића Светозар Марковић – његов живот рад и идеје (1910) када је дала драгоцене податке о Илки Марковић у историографији познатој као „Атентаторка Илка.” Анка Нинковић удата Анђелковић је умрла у Београду где је и сахрањена.